# 紀元前796年
紀元前796年（きげんぜん796ねん）は、西暦による年。

## 他の紀年法
- 干支 : 乙巳
- 中国
  - 周 - 宣王32年
  - 魯 - 孝公11年
  - 斉 - 成公8年
  - 晋 - 穆侯16年
  - 秦 - 荘公26年
  - 楚 - 熊咢4年
  - 宋 - 戴公4年
  - 衛 - 武公17年
  - 陳 - 釐公36年
  - 蔡 - 釐侯14年
  - 曹 - 戴伯30年
  - 鄭 - 桓公11年
  - 燕 - 釐侯31年
- 朝鮮
  - 檀紀1538年
- ユダヤ暦 : 2965年 - 2966年

## 死去
- 魯の伯御